# Challenger Concepción 2022
Il Challenger Concepción 2022, conosciuto anche come Dove Men+Care Challenger Concepción per motivi di sponsorizzazione, è stato un torneo maschile di tennis giocato sulla terra rossa. È stata la 2ª edizione del torneo, facente parte della categoria Challenger 80 nell'ambito dell'ATP Challenger Tour 2022, con un montepremi di 53 120$. Si è giocato al Club De Campo Bellavista di Concepción, in Cile, dal 17 al 23 gennaio 2022.
L'evento fa parte del circuito Dove Men + Care Legión Sudamericana, organizzato dall'ex tennista Horacio de la Peña con la collaborazione delle federazioni tennistiche di alcuni paesi sudamericani per garantire un maggior numero di tornei ai giocatori locali e fornire loro maggiori opportunità di mettersi in luce.

## Partecipanti

### Teste di serie
| Nazionalità | Giocatore                     | Ranking* | Testa di serie |
| ----------- | ----------------------------- | -------- | -------------- |
| Bolivia     | Hugo Dellien                  | 113      | 1              |
| Slovacchia  | Andrej Martin                 | 116      | 2              |
| Colombia    | Daniel Elahi Galán            | 119      | 3              |
| Argentina   | Francisco Cerúndolo           | 125      | 4              |
| Argentina   | Renzo Olivo                   | 188      | 5              |
| Argentina   | Facundo Mena                  | 209      | 6              |
| Argentina   | Camilo Ugo Carabelli          | 215      | 7              |
| Argentina   | Santiago Fa Rodríguez Taverna | 266      | 8              |

* Ranking al 10 gennaio 2022.

### Altri partecipanti
I seguenti giocatori hanno ricevuto una wild card per il tabellone principale:
- Francisco Cerúndolo
- Hugo Dellien
- Benjamín Torres

I seguenti giocatori sono entrati in tabellone come alternate:
- Gonzalo Achondo
- Román Andrés Burruchaga
- Matías Franco Descotte
- Quentin Folliot
- Diego Hidalgo
- Strong Kirchheimer
- Wilson Leite
- Cristian Rodríguez
- Michel Vernier

I seguenti giocatori sono passati dalle qualificazioni:
- Ignacio Becerra
- Cristóbal Castro
- Felipe Hernández
- Alexander Merino
- Víctor Núñez
- Miguel Ángel Reyes Varela

## Campioni

### Singolare
Daniel Elahi Galán ha sconfitto in finale  Santiago Fa Rodríguez Taverna con il punteggio di 6–1, 3–6, 6–3.

### Doppio
Diego Hidalgo /  Cristian Rodríguez hanno sconfitto in finale  Francisco Cerúndolo /  Camilo Ugo Carabelli con il punteggio di 6–2, 6–0.